# Enicospilus kokujevi
Enicospilus kokujevi là một loài tò vò trong họ Ichneumonidae.